# Trichogramma raoi
Trichogramma raoi är en stekelart som beskrevs av Nagaraja 1973. Trichogramma raoi ingår i släktet Trichogramma och familjen hårstrimsteklar. Inga underarter finns listade i Catalogue of Life.